# اینار ماندویا
اینار ماندویا (استونیایی: Innar Mändoja؛ زادهٔ ۲۷ فوریهٔ ۱۹۷۸) دوچرخه‌سوار اهل استونی است.
وی در بازی‌های المپیک تابستانی ۲۰۰۰ شرکت کرده است.